# 고석용
고석용(高錫龍, 1947년 7월 15일 ~ )은 대한민국의 정치인이다. 제42대 횡성군수를 역임했다.

## 학력
- ~ 1965 횡성고등학교
- ~ 1998 충주산업대학교 행정학 학사

## 경력
- 1993.05 강원도 횡성군 문화공보실 실장
- 강원도 횡성군 도시과 과장
- 1996.10 강원도 횡성군 공근면 면장
- 1997.04 횡성군의회 사무과장
- 강원도 횡성군 환경복지과 과장
- 2001.08 강원도 횡성군 강림면 면장
- 2005.01 열린우리당 강원도당 횡성군당원협의회 회장
- 2005.07 민주평화통일자문회의 회성군협의회 회장
- 열린우리당 노인복지특별위원회 부위원장
- 2007.11 민주당 강원도당 부위원장
- 2010.07 ~ 2014.06 제42대 강원도 횡성군 군수
- 2020.10 ~ 횡성군농어업회의소 회장

## 역대 선거 결과
|  | 39.28% |

|  | 38.01% |

|  | 51.71% |